# Partito Popolare Pan-Tedesco
Il Partito Popolare Pan-Tedesco (in tedesco: Gesamtdeutsche Volkspartei, GVP) è stato un partito politico attivo nella Germania occidentale tra il 1952 e il 1957. Fu formato da ex membri dell'Unione Cristiano-Democratica di Germania (CDU) e del Partito di Centro Tedesco, la sua fine ha portato la maggioranza dei suoi membri a unirsi al Partito Socialdemocratico di Germania (SPD).

## Ideologia
Il GVP era un partito di centro-sinistra, animato dai principi del cristianesimo democratico. Si oppose al riarmo della Germania occidentale voluto dal cancelliere federale Konrad Adenauer, difese un rafforzamento dell'integrazione europea e sostenne una Germania riunificata, neutrale e libera da pregiudizi.

## Fondazione
Nel 1951, un anno dopo il memorandum di Konrad Adenauer sul riarmo della Repubblica Federale Tedesca, Gustav Heinemann, ex membro della CDU e della Chiesa confessante sotto il nazismo, fondò l'Associazione per la pace in Europa (Notgemeinschaft für den Frieden Europas), che aspira alla neutralità della Germania, insieme a Helene Wessel, Margarete Schneider (moglie di Paul Schneider, pastore ucciso a Buchenwald), Erhard Eppler, Robert Scholl e Diether Posser . L'associazione ha quindi cercato di sensibilizzare il pubblico e le autorità alla sua lotta, ma alla fine è giunto alla conclusione che la forma più appropriata dell'associazione per la continuazione era quella di un partito politico. il 30 novembre 1952 si tenne un incontro per la fondazione a Francoforte sul Meno.

## Organizzazione
Al momento della sua creazione, l'assemblea fondatrice, composta da centoquaranta delegati, elesse una presidenza di quattro membri, senza un presidente, e un comitato direttivo di ventotto. Nonostante ciò, Gustav Heinemann è sempre stato considerato il leader del GVP.
Nel 1953 c'erano 51 federazioni distrettuali nella Renania Settentrionale-Vestfalia, Assia e Baden-Württemberg, che erano prevalentemente cattoliche e conservatrici. Al momento del suo scioglimento, nel 1957, il partito contava circa un migliaio di membri.

## Risultati elettorali
Alle elezioni legislative federali del 1953, il GVP ottenne solo l'1,3% dei voti, senza inviare parlamentari al Bundestag. Nel 1956 vinse 78 seggi alle elezioni comunali nel Renania Settentrionale-Vestfalia. Questo incoraggiante aumento è tuttavia effimero, dal momento che il partito ha ottenuto solo l'1,6% dei voti alle elezioni svoltesi nel Baden-Württemberg nello stesso anno.

## Pubblicazioni
- Siegfried Heimann: Die Gesamtdeutsche Volkspartei; in: Richard Stöss (Hrsg.): Parteien-Handbuch. Die Parteien der Bundesrepublik Deutschland 1945–1980, Band 2; Opladen: Westdeutscher Verlag, 1984; ISBN 3-531-11592-8
- Barbara Jobke: Aufstieg und Verfall einer wertorientierten Bewegung. Dargestellt am Beispiel der Gesamtdeutschen Volkspartei; Universität, Dissertation Tübingen 1974
- Diether Koch: Heinemann und die Deutschlandfrage; München: Kaiser, 1972; ISBN 3-459-00813-X
- Josef Müller: Die Gesamtdeutsche Volkspartei. Entstehung und Politik unter dem Primat nationaler Wiedervereinigung 1950-1957; Düsseldorf: Droste-Verlag, 1990; ISBN 3-7700-5160-2